# Burg Wasserburg
Die Burg Wasserburg, auch Schloss Wasserburg genannt, ist eine einer Wasserburg ähnelnden Anlage in der Stadt Wasserburg am Inn, Auf der Burg 3, im Landkreis Rosenheim in Bayern. Sie ist allerdings keine Wasserburg im engeren Sinne, da die Burganlage nebst der der unterliegenden Stadt nur zu 7/8 von Wasser umgeben ist. Vom Typus her entspricht sie auch eher einer Sporn- oder Kammburg. Die Anlage ist unter der Aktennummer D-1-87-182-9 als denkmalgeschütztes Baudenkmal von Wasserburg verzeichnet. Ebenso wird sie als Bodendenkmal unter der Aktennummer D-1-7939-0197 im Bayernatlas als „untertägige mittelalterliche und frühneuzeitliche Befunde im Bereich des herzoglichen Schlosses von Wasserburg a.Inn und seiner Vorgängerbauten“ geführt.

## Lage
Die Burganlage erhebt sich auf dem höchsten Punkt des vom Inn gebildeten Umlaufbergs und sperrte an der engsten Stelle den einzigen Landzugang zur östlich unterhalb in der Flussschleife gelegenen Stadt. Der heutige Baubestand aus dem 16. Jahrhundert zeigt nicht mehr dieselbe Wehrhaftigkeit. Die Sperrfunktion übernahm das hinzugekommene, 1615 als „Bergbastion“ bezeichnete und im Dreißigjährigen Krieg weiter ausgebaute, westlich vorgelagerte Bollwerk der „Schanze“.

## Geschichte
Über die frühe Geschichte der Burganlage ist nichts bekannt. Laut einer inzwischen als gefälscht erkannten Urkunde aus dem frühen 13. Jahrhundert verlegte Hallgraf Engelbert von Attel Mitte des 12. Jahrhunderts seinen Stammsitz von der Burg Limburg in seine damals schon bestehende Wasserburg. Der Vorgängerbau der Burgkapelle wurde 1137 erwähnt. 1247 wurden Burg und Stadt Wasserburg nach 17-wöchiger Belagerung durch den Herzogsohn Ludwig (später Ludwig II., der Strenge) erobert. Seither war Wasserburg Wittelsbacher Besitz.

## Anlage und Baugeschichte
1415 wurde das Vorwerk der Burg verstärkt, 1465 die Burgkapelle St. Ägidien mit spitzbehelmtem Turm erbaut und 1475 der Bergfried neu errichtet. 1526 wurde der 1238 erstmals erwähnte und bereits 1415 ausgebaute herzogliche Getreidekasten nochmals umfassend um- und ausgebaut. 1529 bis 1535 (und nochmals 1539/40 bis 1542) wurde die Burg zum spätgotischen Schloss, einem dreigeschossigen Bau mit monumentalem Satteldach und Treppengiebeln, ausgebaut. 1779 wurde der Bergfried abgebrochen, 1809 wurden die Burggräben verfüllt. Im 19. und frühen 20. Jahrhundert wurden Burg und Getreidekasten für neue Nutzungen umgebaut.
Heute befinden sich in dem Schloss ein Teil des Vermessungsamtes und ein Seniorenheim des Klosters Maria Stern. 